# مارتا والر
مارتا والر (بالإنجليزية: Marta Waller)‏ هي إذاعية وصحفية وممثلة أمريكية، ولدت في 26 سبتمبر 1952.

## وصلات خارجية
- مارتا والر على موقع IMDb (الإنجليزية)